# Jochen Deuer
Jochen Deuer (* 24. August 1966 in Mainz) ist ein Generalmajor des Heeres der Bundeswehr, seit dem 17. Oktober 2024 ist er Kommandeur des Logistikkommandos der Bundeswehr.

## Militärische Laufbahn

### Ausbildung und erste Verwendungen
Deuer trat 1986 als Offiziersanwärter in die Bundeswehr ein und wurde nach der ersten Verwendung für das Studium an die Universität der Bundeswehr München versetzt, wo er Betriebswirtschaft studierte.
Nach dem Abschluss wurde er Zugführer, später Kompaniechef in Mainz (1992–1994) und 1994 als Kompaniechef (1994–1996) zur 6. Kompanie des Logistikbataillons 310 in Ulm versetzt.
Es folgte von 1996 bis 1999 eine Verwendung als Abteilungsleiter S 4 des Deutsch-Französischen Versorgungsbataillons der Deutsch-Französischen Brigade in Müllheim.

### Dienst als Stabsoffizier
Ab 1999 war er Teilnehmer am 42. Generalstabslehrgang des Heeres an der Führungsakademie der Bundeswehr und anschließend bis 2003 am französischen Generalstabslehrgang an der École de guerre in Paris (Frankreich).
Als Stabsoffizier diente Deuer unter anderem als Bataillonskommandeur (2007 bis 2009) des Logistikbataillons 7 in Unna (Deuer nahm in dieser Aufgabe an seinem zweiten ISAF-Auslandseinsatz teil), an der Technischen Schule des Heeres (2009 bis 2011) in Aachen, als Verbindungsoffizier im französischen Verteidigungsministerium (2011 bis 2013) in Paris, im Logistikkommando der Bundeswehr in Erfurt als Chef des Stabes (2017 bis 2018)  und als Referatsleiter Zentrale Aufgaben beim Generalinspekteur der Bundeswehr im Bundesministerium der Verteidigung in Berlin.

### Dienst im Generalsrang
Am 1. Mai 2021 wurde Deuer zum Brigadegeneral ernannt. Von Mai 2021 bis Juli 2023 war er Deputy Chief of Staff Operations des Eurokorps. Von Oktober 2023 bis Oktober 2024 war Deuer als Nachfolger von Flottillenadmiral Ralf Kuchler als Büroleiter des Generalinspekteurs der Bundeswehr General Carsten Breuer eingesetzt. Am 17. Oktober 2024 wurde er als Nachfolger von Generalleutnant Gerald Funke zum Kommandeur des Logistikkommandos der Bundeswehr ernannt.

### Auslandseinsätze
- Januar – Mai 1997 SFOR in Sarajevo (Bosnien)
- Juli 2004 – Februar 2005 ISAF in Kabul (Afghanistan)
- Juli – November 2008[2] als Kommandeur des Logistik-Bataillons im Rahmen der ISAF in Masar-e Scharif (Afghanistan)[5]
- Juli – Dezember 2021 als Kommandeur der EUTM Mali in Mali

### Orden und Ehrenzeichen
- 1997 Einsatzmedaille der Bundeswehr SFOR / NATO-Medaille SFOR
- 2005 Einsatzmedaille der Bundeswehr ISAF / NATO-Medaille ISAF

## Privates
Jochen Deuer ist verheiratet.